# Prínia de Winifred
La prínia de Winifred o prínia cap-roja (Scepomycter winifredae) és una espècie d'ocell passeriforme que pertany a la família Cisticolidae originària de Tanzània, Àfrica.

## Taxonomia
L'espècie va ser registrada i nomenada per primera vegada per l'ornitòleg Reginald Moreau en honor a la seva dona.
L'espècie es va descriure originalment en el gènere Artisornis a partir d'un exemplar masculí immadur. L'espècie es va trobar al bosc de Kinole al nord d'Uluguru, a l'est de Tanzània. Moreau més tard el va traslladar al gènere Scepomycter després d'examinar exemplars de museu i obtenir nous exemplars d'adults a través del col·leccionista Charles Abdallah que va atraure els exemplars imitant els xiulets greus d'un Malaconotus. El gènere Scepomycter es considerava tradicionalment monotípic, però el 2009 es va descriure una nova espècie estretament relacionada, la prínia dels monts Rubeho.[5]
D'altra banda, la prínia dels monts Rubeho en el passat també s'incloïa en el gènere Bathmocercus.

## Descripció
L'ocell és majoritàriament de color verd oliva a la part superior amb el front i la corona de color marró vermellós com els costats del cap i el pit. La barbeta és blanquinosa.

## Distribució geogràfica i hàbitat
És endèmica de Tanzània. L'hàbitat natural són els boscos de muntanya de les muntanyes Uluguru a Tanzània. Les poblacions comparteixen l'hàbitat del seu congènere, la prínia dels monts Rubeho: les muntanyes de Rubeho i Ukaguru, i ambdues espècies estan classificades com a vulnerables. Està amenaçat per la pèrdua d'hàbitat.